# Grafmonument van Jan Blanken

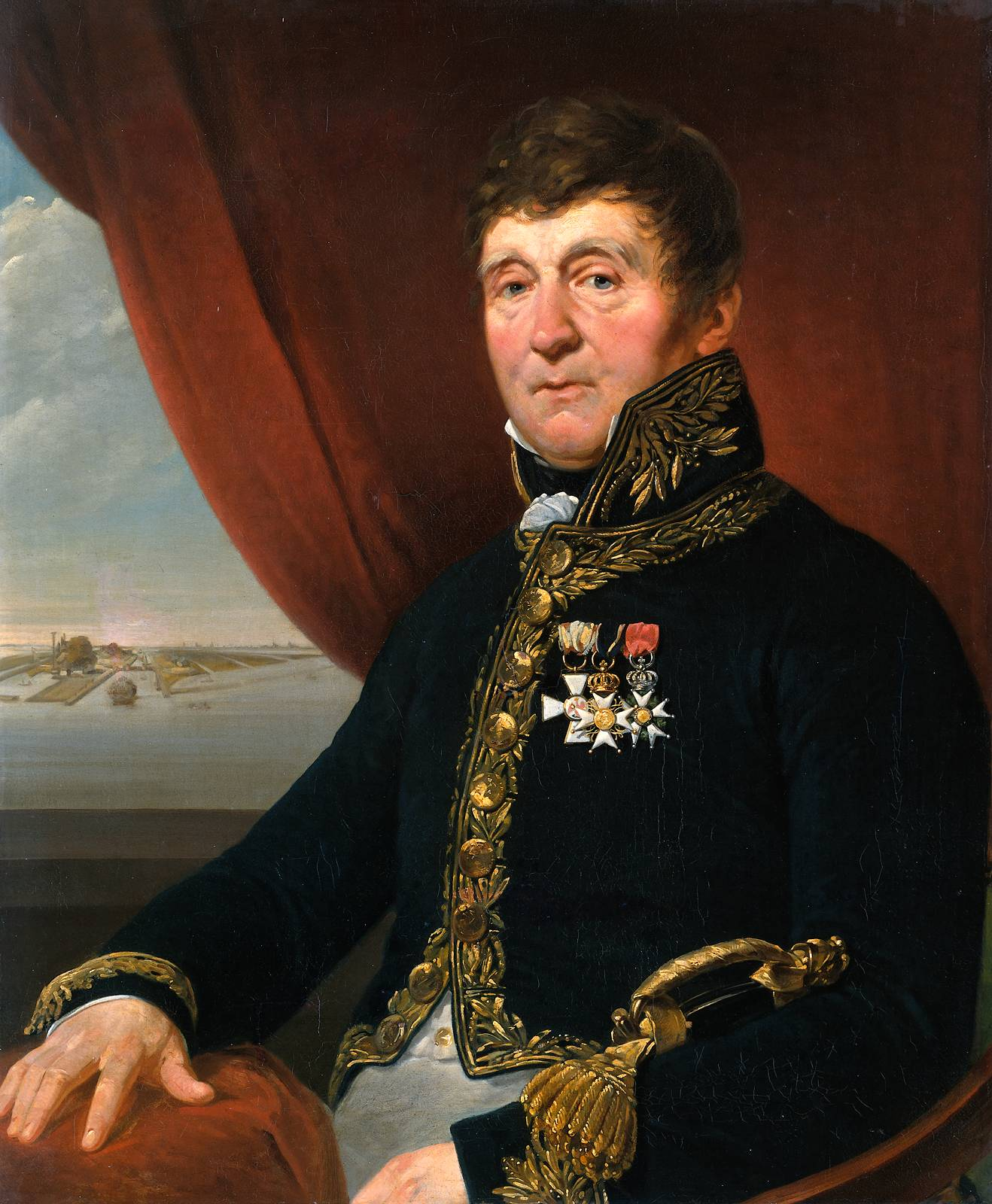
Portret van Jan Blanken in 1825, door Jean Augustin Daiwaille

Het grafmonument van Jan Blanken op de begraafplaats aan de Sparrendreef in de Nederlandse stad Vianen is een 19e-eeuws grafmonument, dat wordt beschermd als rijksmonument.

## Achtergrond
Jan Blanken (Bergambacht, 1755 – Vianen, 1838) was een waterbouwkundig ingenieur en van 1808 tot 1826 inspecteur-generaal bij Waterstaat. Hij was onder meer verantwoordelijk voor de aanleg van het Noordhollandsch Kanaal tussen Amsterdam en Den Helder. Blanken ontving diverse onderscheidingen en werd geridderd in de Orde van de Nederlandse Leeuw, de Orde van de Rode Adelaar en het Legioen van Eer.
Blanken overleed op 83-jarige leeftijd op huize Vijverlust onder Vianen. Hij werd begraven in een grafkelder op de begraafplaats aan de Sparrendreef. Op zijn graf werd een aantal jaren later een classicistisch monument geplaatst. Het gietijzeren grafmonument werd volgens een opschrift in 1841 gegoten door de Deventer firma Nering Bögel.
Het monument raakte in de loop der jaren in verval. In 1987 werd de Stichting Herstel Grafmonument Jan Blanken opgericht. Dankzij de inspanningen van de stichting kon het monument in 1988-1989 worden gerestaureerd door gieterij Borcherts in Sappemeer. Borcherts kon daarbij gebruik maken van afdrukken van een vergelijkbaar monument op de Zuiderbegraafplaats in Groningen. Het gerestaureerde monument werd op 28 april 1989 onthuld door J. van Dixhoorn, oud-directeur-generaal van Rijkswaterstaat.
In 2018 werd aan de Jan Blankenweg in Vianen nog een monument ter herinnering aan Blanken geplaatst.

## Beschrijving
Het gietijzeren monument heeft de vorm van een Romeinse cippus en bestaat uit zich verjongende zuil met bekroning. De zuil wordt bekroond door een uitkragende opbouw waarop op iedere zijde een fronton is geplaatst en acroterieën op de hoeken. Tegen de opbouw zijn in reliëf engelenkopjes en bladmotieven aangebracht. De vier zijden van de zuil zijn voorzien van grafsymbolen, de ouroboros en de lauwerkrans. Op de hoeken van de zuil zijn omgekeerde fakkels geplaatst.
Het opschrift aan de voorzijde luidt: 

HIER RUST
JAN BLANKEN, JANSZ.
STAATSRAAD
INSPECTEUR GENERAAL
VAN 'sRIJKSWATERSTAAT
RIDDER
VAN STAAT EN
BUITENLANDSCHE ORDEN ENZ.

## Waardering
Het grafmonument werd in 2001 in het Monumentenregister opgenomen, het is "van algemeen belang vanwege de cultuurhistorische waarde en de ensemblewaarde en de zeldzaamheidswaarde:

- als een bijzondere uitdrukking van de 19de-eeuwse grafcultuur in Nederland en als monument voor een vooraanstaand Nederlander.

- als een rijk vormgegeven onderdeel van een begraafplaats.

- het nog vrij gave grafmonument heeft in typologisch en materieel opzicht ook enige zeldzaamheidswaarde."